# Vidal Sanabria
Carlos Vidal Sanabria Acuña (San Lorenzo, 11 de abril de 1966) é um ex-futebolista profissional paraguaio que atuava como meia.

## Carreira
Vidal Sanabria representou a Seleção Paraguaia de Futebol na Copa América de 1989, 1991 e 1993.